# タング (SS-563)
|          |                                           |
| 艦歴     |                                           |
| 発注     | 1947年5月16日                             |
| 起工     | 1949年4月18日                             |
| 進水     | 1951年6月19日                             |
| 就役     | 1951年10月25日                            |
| 退役     | 1980年2月8日                              |
| その後   | 1980年2月8日にトルコ海軍へ移管            |
| 除籍     | 1987年8月6日                              |
| 性能諸元 |                                           |
| 排水量   | 水上 1,616トン、水中 2,100トン            |
| 全長     | 269 ft (82.0 m) 287 ft (8.75 m)（再建後） |
| 全幅     | 27 ft (8.2 m)                             |
| 吃水     | 17 ft (5.2 m)                             |
| 機関     |                                           |
| 最大速   | 水上16.3ノット 水中17.4ノット             |
| 乗員     | 士官、兵員87名                            |
| 兵装     | 21インチ魚雷発射管8門                     |

タング (USS Tang, SS/AGSS-563) は、アメリカ海軍の潜水艦。タング級潜水艦の1番艦。艦名は西インド諸島に生息するニザダイに因む。その名を持つ艦としてはバラオ級潜水艦22番艦(SS-306)以来2隻目。
タングは潜水艦推力増強計画に従って設計された最初の潜水艦であった。その特徴は艦砲を廃止し、船体外部を合理化、司令塔をセイルとして、水中行動のために設計された新型スクリューと装備し、より多くの換気装置およびシュノーケル・マストを装備、バッテリー容量は2倍に拡張されていた。

## 艦歴
タングは1949年4月18日にメイン州キタリーのポーツマス海軍造船所で起工した。1951年6月19日にリチャード・オカーン夫人によって命名、進水し、1951年10月25日に艦長E・P・ヒューイ中佐の指揮下就役する。
東海岸沿いの公試および訓練の後、タングは太平洋艦隊潜水艦隊、第1潜水戦隊に配属された。母港の真珠湾を拠点としてタングはハワイ海域で活動し、水上艦艇および航空機部隊の対潜水艦戦演習に支援を行い、加えて定時の訓練も行った。1953年10月にタングは最初のオーバーホールを行い、1954年7月に作業は完了した。
ドックから出渠し、タングは最初の西太平洋配備に向けて訓練を行う。配備は9月に始められ、1956年3月に真珠湾で完了した。その後はハワイ海域で6月まで活動し、続いてアラスカ海域での訓練に向けて出航した。8月に真珠湾に帰還し、間もなく2度目のオーバーホールを開始した。
1966年7月20日、タングは2度目の西太平洋配備に出航する。タングは第7艦隊および海上自衛隊、台湾海軍およびSEATOの部隊に対して訓練の支援を行った。極東海域での活動期間外、タングはハワイ諸島海域で活動し、真珠湾海軍工廠でオーバーホールが行われた。
また、配備中にタングは5回北アメリカ北西へ巡航した。1959年3月、寒冷地訓練巡航の間にタングはシュノーケル氷結防止装置の試験を行った。さらに、ワシントン州キーポートの海軍水雷試験ステーションおよびブリティッシュコロンビア州エスクワイモルトのカナダ海軍の訓練支援を行った。1961年2月後半に太平洋北西部に戻り、その後真珠湾で4回目のオーバーホールが行われ、作業が完了すると整調訓練および艦隊演習「SLAMEX」に参加した。
2年後、タングはアメリカ北西部への3回目の巡航を行った。艦隊対潜演習に参加し、1964年5月および6月には西海岸でオーバーホール後の整調巡航を行う。続く4年間で2度の配備を完了、タングは最終となる5回目の巡航で西海岸に向けて出航した。2ヶ月後、ハワイ諸島海域での作戦活動を再開し、その後1969年1月中旬に大西洋西部へ8回目の配備に向けて出航した。
タングの9回目の配備は、修理およびハワイ海域での訓練の後に行われ、1970年8月から1972年2月まで続けられた。真珠湾へ帰還すると、沿岸での活動を再開し8月まで継続、その後真珠湾海軍造船所に入渠した。ドックでは広範囲な修理および改修が行われ、その中には「パンケーキ」型の3基のゼネラルモーターズ製エンジンをフェアバンクス＝モース製エンジンに換装する作業、セイルの広範囲な改修、新型ソナーを収めるためのセクションの挿入による船体の延長、電子機器と換気システムの近代化が含まれた。これらの作業が完了すると、タングは排水量が600トン増加し、船体は22フィート延長された。
1972年5月、新たな船体番号 AGSS-563 が与えられたタングは出渠し、母港をカリフォルニア州サンディエゴに変更する準備を始めた。海上での10日間およびサンフランシスコでの2日間を過ごした後、タングはサンディエゴの海軍潜水艦施設に到着した。タングは第3潜水戦隊の第32分艦隊に加わり、翌年はメア・アイランド海軍造船所で2ヶ月間の有効性確認が行われた後、駆逐艦および航空機部隊に対して対潜水艦戦訓練の支援を行い、その後通常任務を再開した。1973年4月2日、タングは10回目の西太平洋配備に向けて出航した。この配備では第7艦隊および様々な国の海軍部隊と共に水上、航空機による対潜水艦戦演習に参加した。横須賀、佐世保、鎮海、高雄および釜山を訪れた後に、タングは1973年10月12日にサンディエゴへ帰還した。30日間の非番期間の後、沿岸での活動を再開し、南アメリカでの演習「UNITAS XV」への参加準備を始める。1974年10月2日、南へ向けて出航しアメリカ海軍、チリ海軍、ペルー海軍の水上艦艇および潜水艦との訓練演習を行う。「UNITAS XV」が完了すると、タングはメキシコのアカプルコを訪問し、その後サンディエゴに12月16日帰還、クリスマス休暇に入る。1975年はサンディエゴを拠点として通常任務に従事する。
1976年1月11日、タングはメア・アイランド海軍造船所でのオーバーホールを開始し、作業は1977年1月20日に完了した。3月に短期間の中部太平洋における配備を除いて、タングは1977年の残りと78年前半を母港のサンディエゴを拠点とする通常任務に費やした。8月1日、母港がコネチカット州グロトンに変更され、船体番号も SS-563 に変更された。
タングは8月23日にサンディエゴを出航し、パナマ運河の通過に続いて9月30日にグロトンに到着した。1978年の残りはイラン海軍の兵士に対する訓練および大西洋艦隊の訓練任務支援に従事した。タングおよび2隻の姉妹艦はイランに貸与される予定であったが、1979年のイラン革命によってキャンセルされた。その代わりにタングはトルコに貸与された。

### トルコ海軍で
1980年2月8日、アメリカ海軍で最も古いディーゼル・エレクトリック推進潜水艦であり、大西洋艦隊で運用された最後の通常潜水艦であったタングは退役した。タングは1987年8月6日に除籍され、トルコに売却された。トルコ海軍ではオスマン帝国の提督であり世界地図の作者として知られるピーリー・レイースに因んでピーリー・レイス (TCG Piri Reis, S 343) と命名された。ピーリー・レイスは2004年8月にトルコ海軍を退役した。
タングはベトナム戦争における戦功で4個の従軍星章を受章した。